# Narcissus dordae
Narcissus dordae är en amaryllisväxtart som beskrevs av Francisco Javier Fernández Casas. Narcissus dordae ingår i släktet narcisser, och familjen amaryllisväxter. Inga underarter finns listade i Catalogue of Life.